# Église Sainte-Croix de Suceava
L'église Sainte-Croix (roumain : biserica Sfânta Cruce) est une église arménienne située dans la ville de Suceava, dans le nord de la Roumanie.
L'ensemble des bâtiments se compose d'une église construite au début du XVIe siècle par le mécène Khatchik Hancoian et d'un clocher autonome indépendant et plus ancien.
C'est une des nombreuses églises arméniennes de la ville de Suceava avec par exemple celle du monastère de Zamca, celle de Saint-Siméon, etc. Elle ne doit pas être confondue avec l'église Sainte-Croix de Suceava, qui est orthodoxe et roumaine.

## Présentation

### Origines
Le chantier de construction de l'église actuelle s'est terminé en 1521, sous le règne du voïvode de Moldavie, Ștefan IV Mușat''. La commande de l'édifice et son chantier a été dirigé par un mécène arménien du nom de Khatchik Hancoian.
Le sanctuaire est implanté sur une église médiévale antérieure qui fut remplacée par celle actuelle. En attestent des pierres tombales en langue arménienne présentes dans le cimetière et d'autres remployées dans les murs du nouveau sanctuaire.

### Icônes
De nombreuses icônes ont été réalisées entre le XVIe siècle et le XIXe siècle par des arméniens de Roumanie pour orner les murs de cette église. Plusieurs d'entre elles sont aujourd'hui conservées en très bon état.

### Galerie

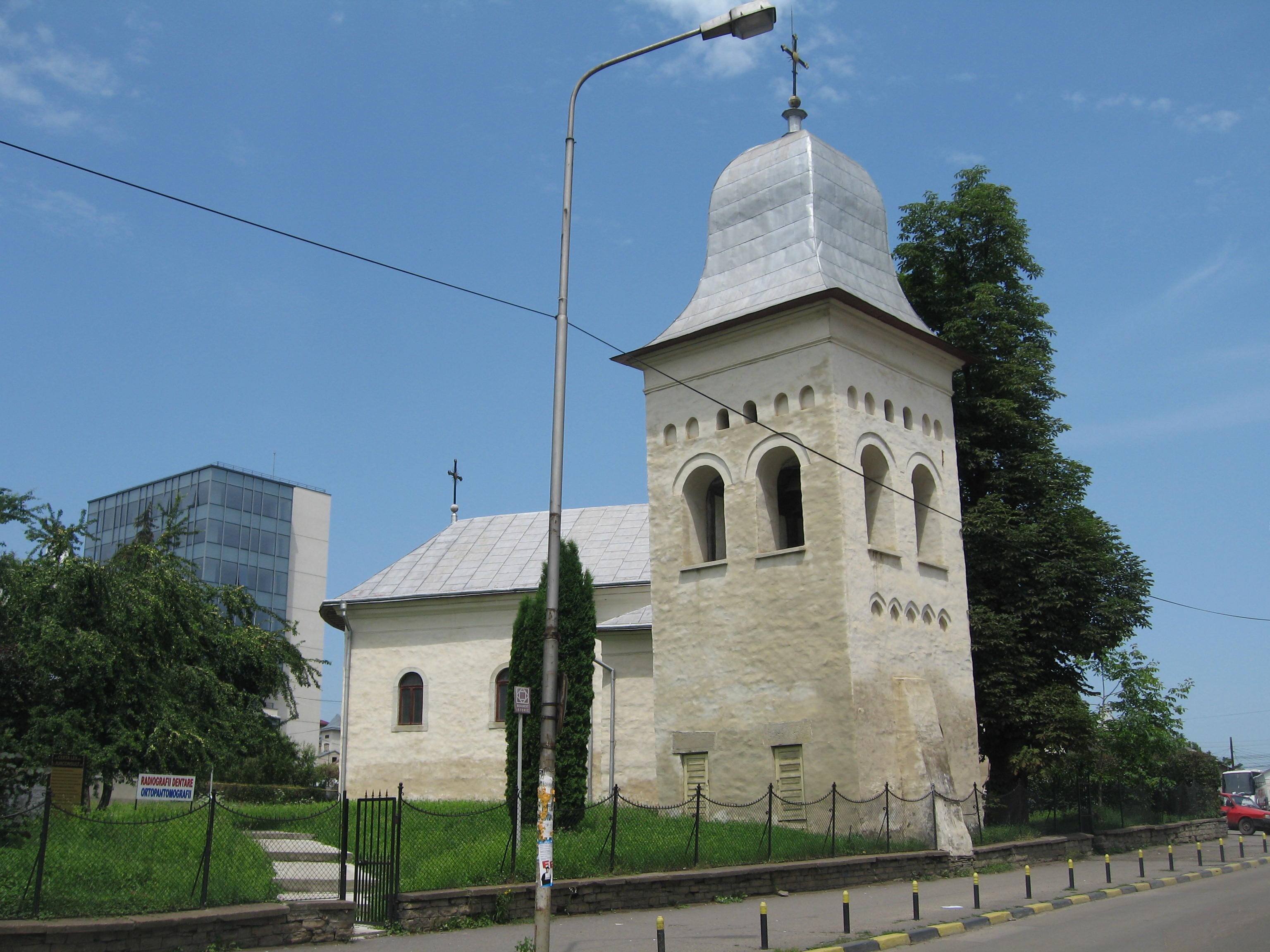
L'église Sainte-Croix des Arméniens de Suceava
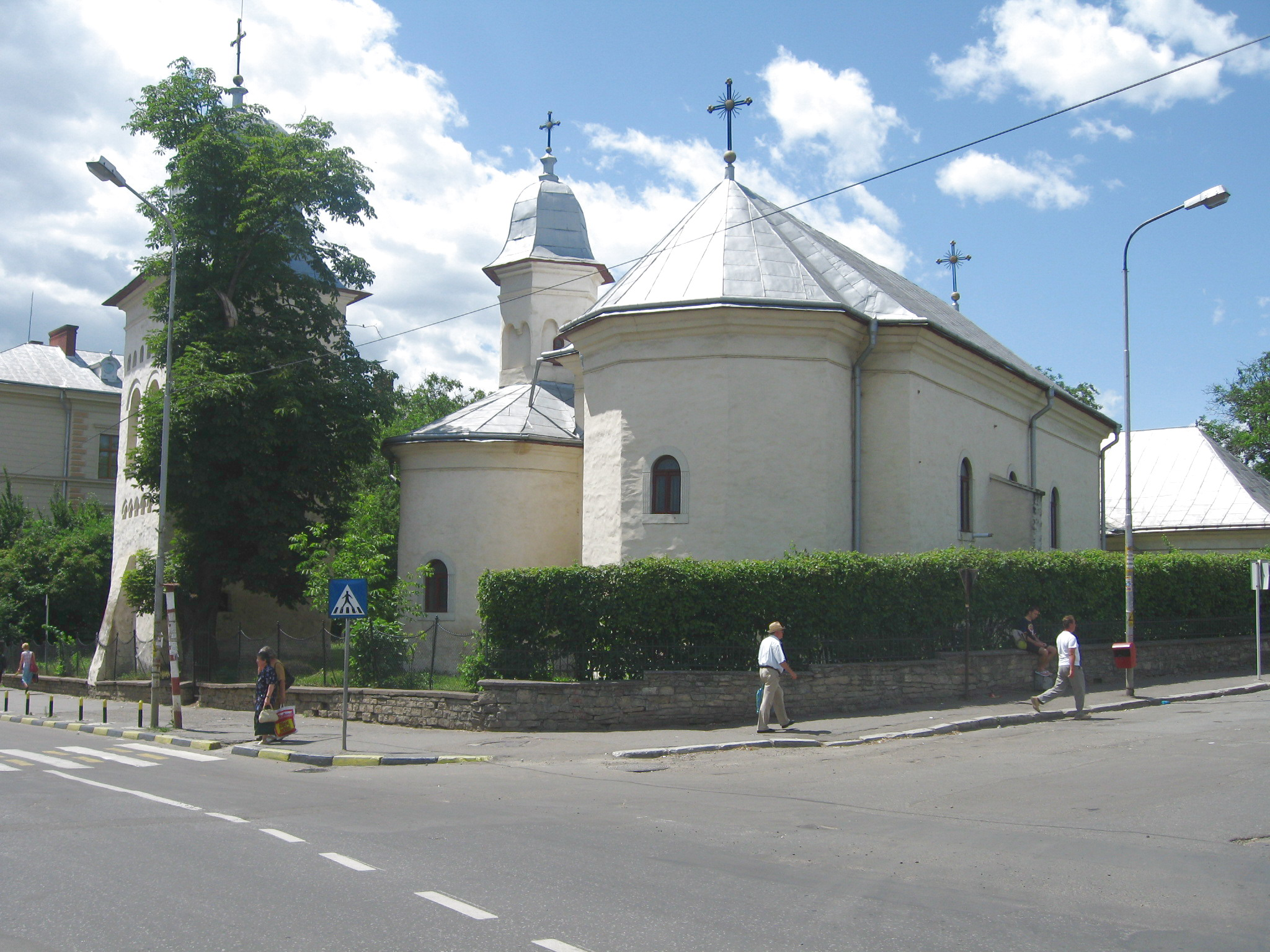
L'église Sainte-Croix des Arméniens de Suceava
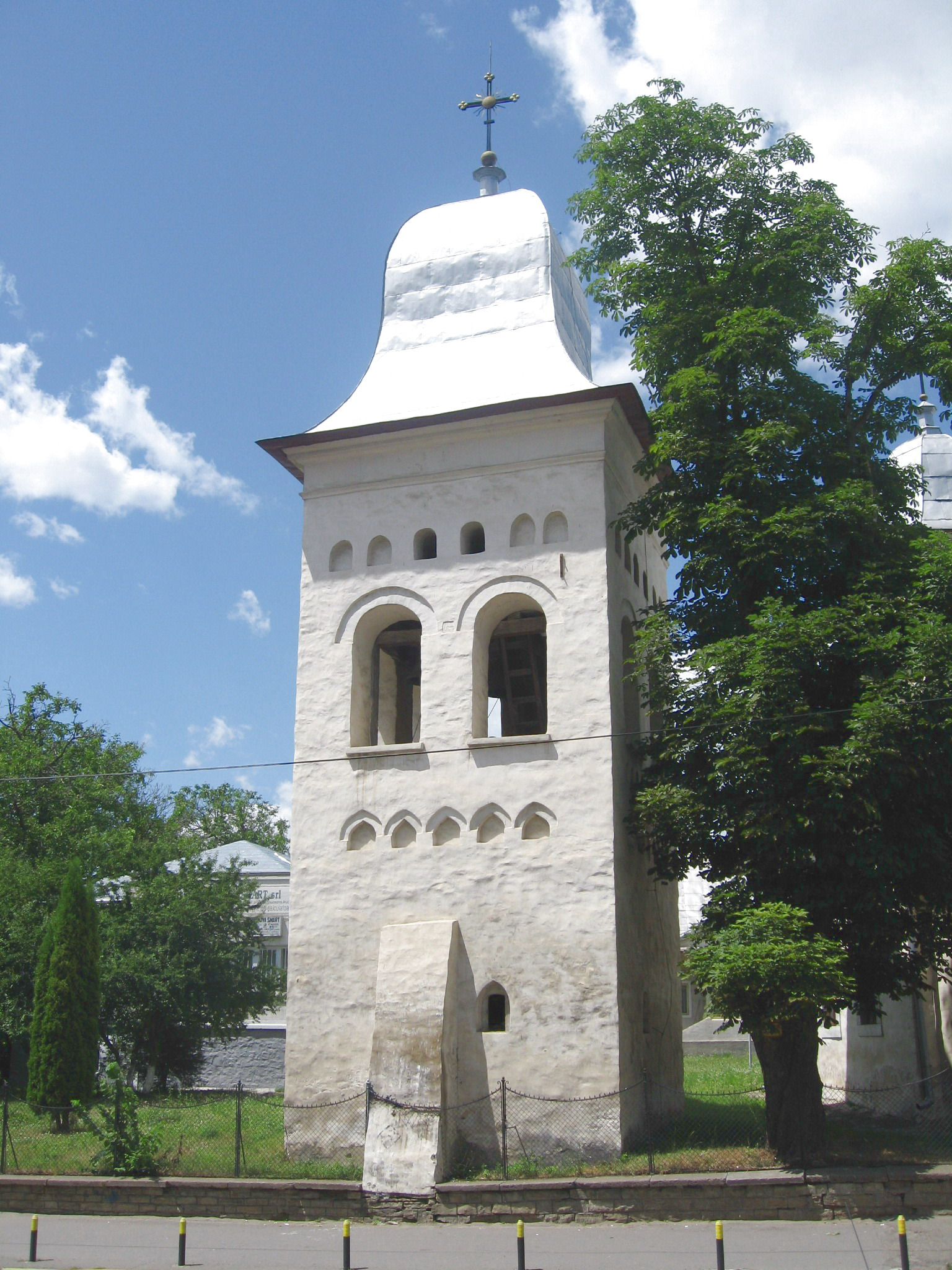
Clocher autonome
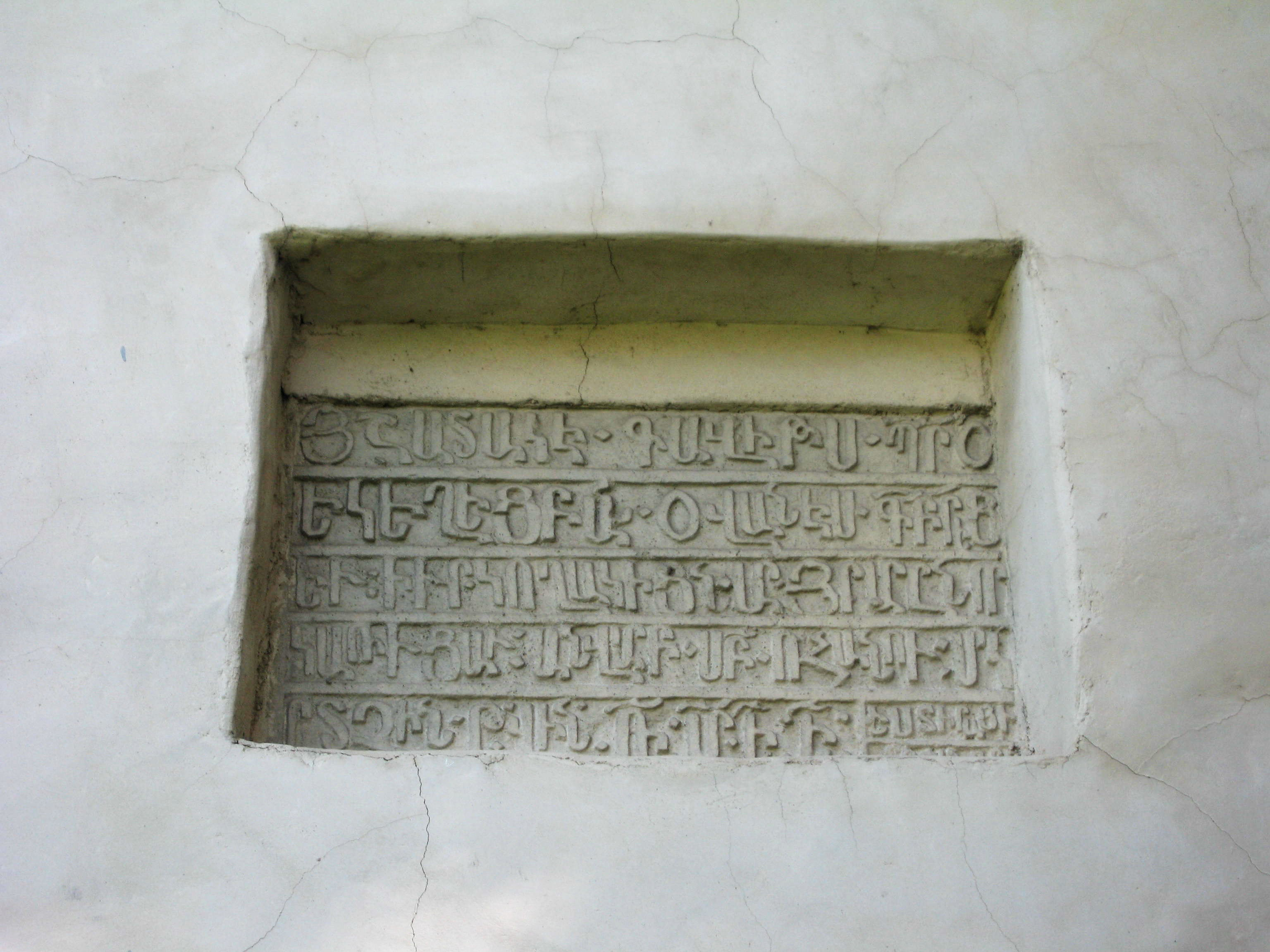
Plaque en arménien
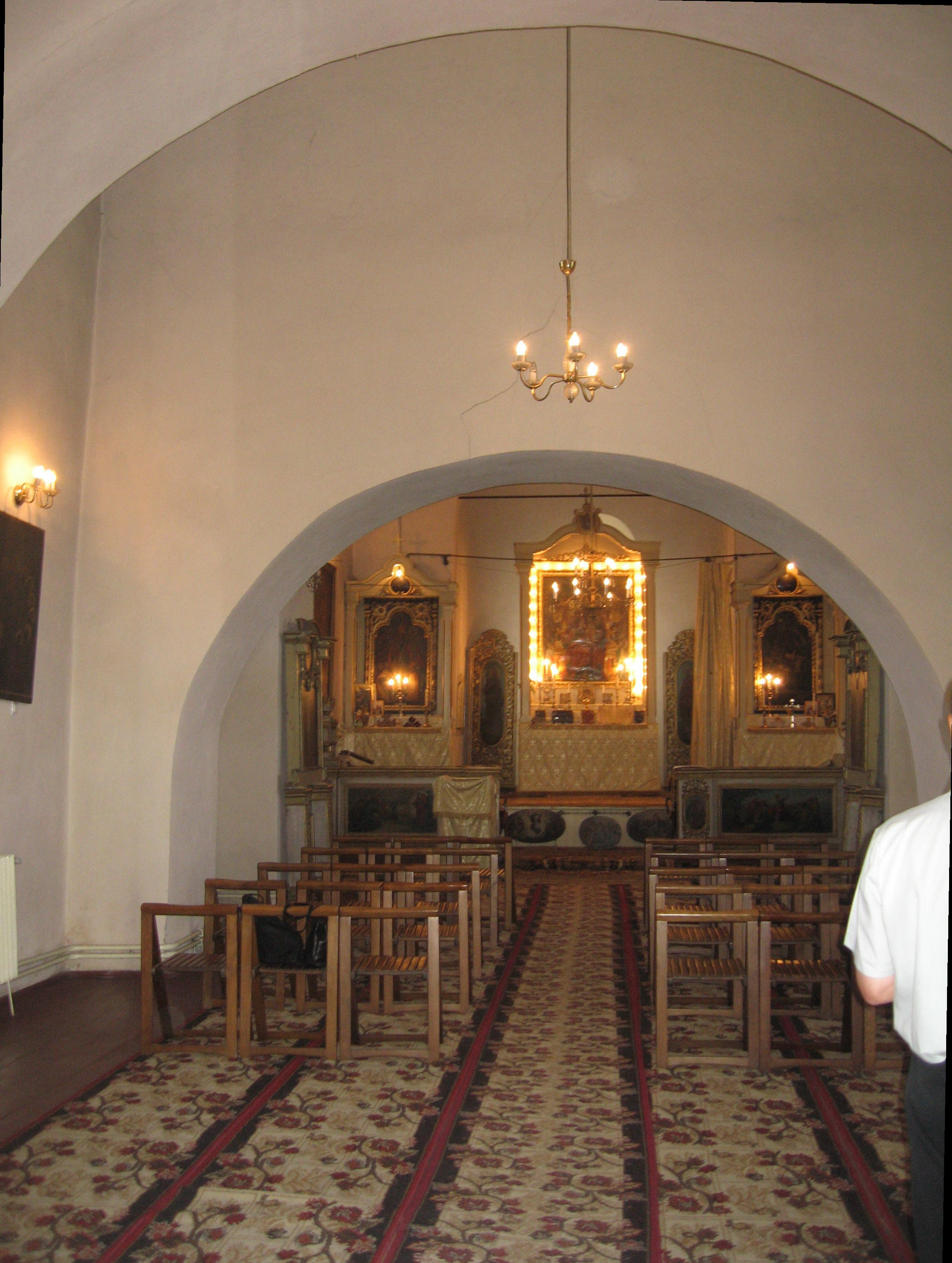
Nef de l'église
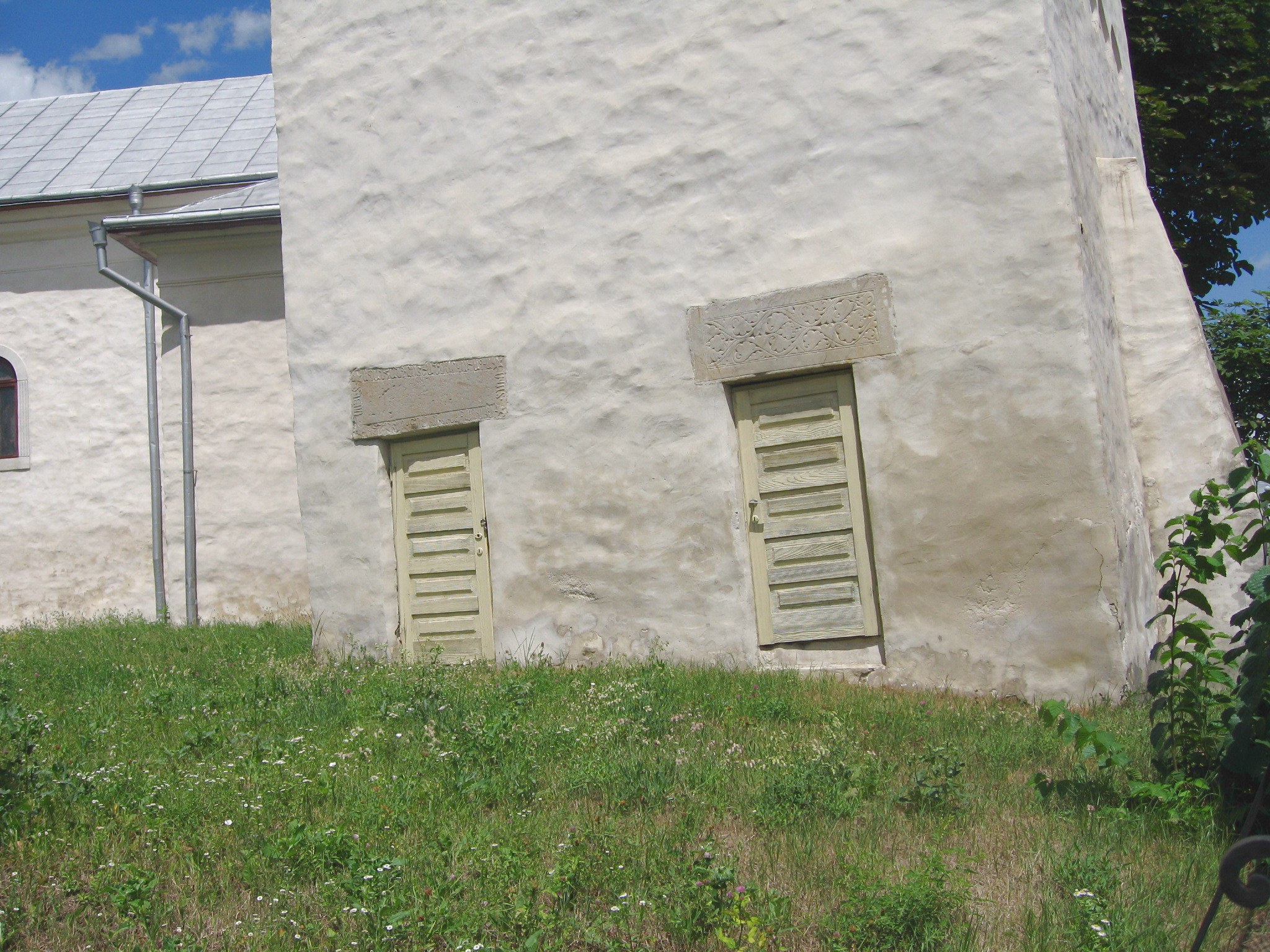
Remplois en linteaux
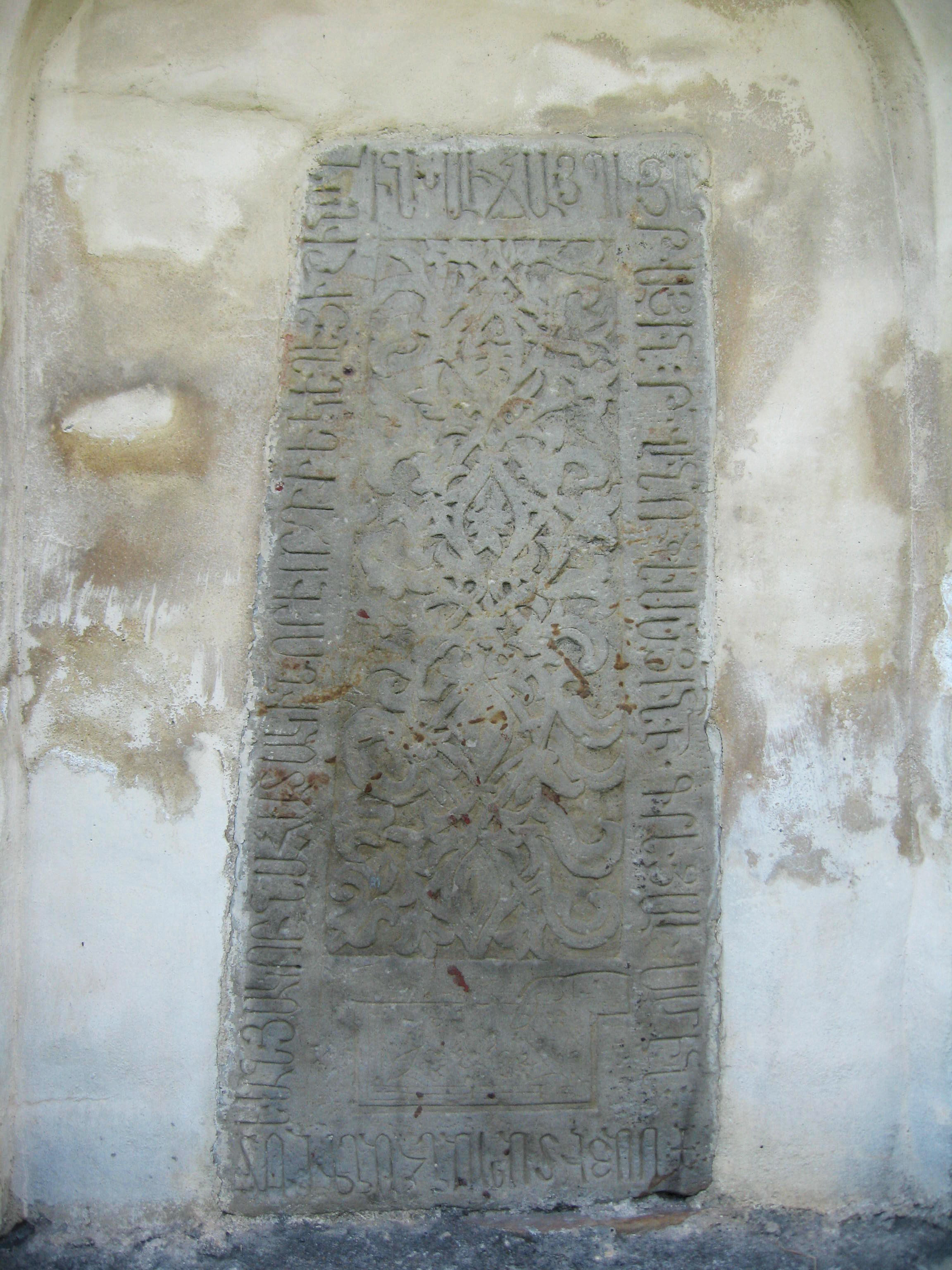
Stèle funéraire en remploi